# Kabinet-Brüning II

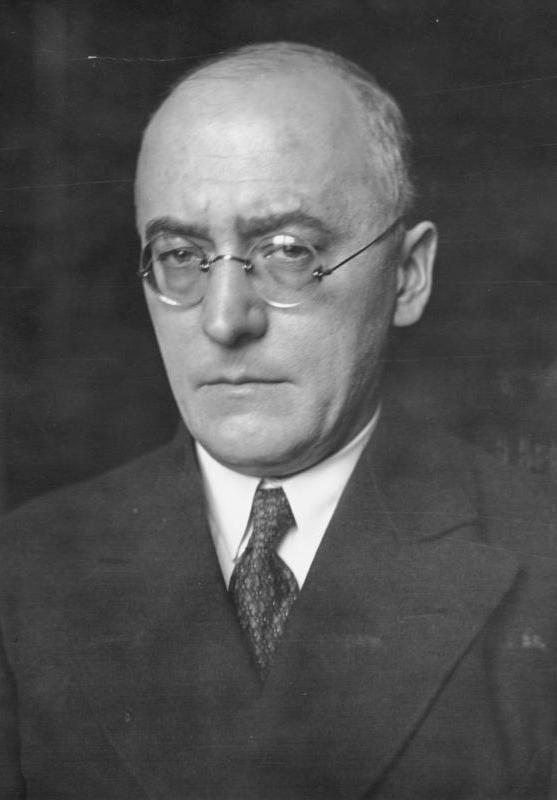
Heinrich Brüning

Het kabinet-Brüning II regeerde in de Weimarrepubliek van 10 oktober 1931 tot 1 juni 1932.

## Kabinet–Brüning II
| Ambtsbekleder                        | Ambtsbekleder            | Ambtsbekleder                               | Functie(s)                            | Ambtstermijn    | Ambtstermijn | Partij(en) |
| ------------------------------------ | ------------------------ | ------------------------------------------- | ------------------------------------- | --------------- | ------------ | ---------- |
|                                      | Heinrich Brüning         | Heinrich Brüning (1885–1970)                | Rijkskanselier                        | 30 maart 1930   | 1 juni 1932  | DZ         |
| Rijksminister van Buitenlandse Zaken | Heinrich Brüning         | Heinrich Brüning (1885–1970)                | 10 oktober 1931                       |                 | 1 juni 1932  | DZ         |
|                                      | Hermann Dietrich         | Hermann Dietrich (1879–1954)                | Vicekanselier                         | 27 juli 1930    | 1 juni 1932  | DStP       |
| Rijksminister van Financiën          | Hermann Dietrich         | Hermann Dietrich (1879–1954)                | 26 juni 1930                          |                 | 1 juni 1932  | DStP       |
|                                      | Wilhelm Groener          | Generalleutnant Wilhelm Groener (1867–1939) | Rijksminister van Binnenlandse Zaken  | 10 oktober 1931 | 1 juni 1932  | O          |
| Rijksminister van Defensie           | Wilhelm Groener          | Generalleutnant Wilhelm Groener (1867–1939) | 20 januari 1928                       |                 | 1 juni 1932  | O          |
|                                      |                          | Curt Joël (1865–1945)                       | Rijksminister van Justitie            | 5 december 1930 | 1 juni 1932  | O          |
|                                      | Hermann Warmbold         | Hermann Warmbold (1876–1976)                | Rijksminister van Economische Zaken   | 10 oktober 1931 | 6 mei 1932   | O          |
|                                      | Ernst Trendelenburg      | Ernst Trendelenburg (1882–1945)             | Rijksminister van Economische Zaken   | 6 mei 1932      | 1 juni 1932  | DStP       |
|                                      | Adam Stegerwald          | Adam Stegerwald (1874–1945)                 | Rijksminister van Arbeid              | 30 maart 1930   | 1 juni 1932  | DZ         |
|                                      | Gottfried Treviranus     | Gottfried Treviranus (1891–1971)            | Rijksminister van Verkeer             | 10 oktober 1931 | 1 juni 1932  | KVP        |
|                                      | Martin Schiele           | Martin Schiele (1870–1939)                  | Rijksminister van Voedsel en Landbouw | 30 maart 1930   | 1 juni 1932  | CNBL       |
|                                      | Georg Schätzel           | Georg Schätzel (1874–1934)                  | Rijksminister van Posterijen          | 30 januari 1927 | 1 juni 1932  | BVP        |
| Minister zonder portefeuille         |                          |                                             |                                       |                 |              |            |
| Ambtsbekleder                        | Ambtsbekleder            | Ambtsbekleder                               | Functie(s)                            | Ambtstermijn    | Ambtstermijn | Partij(en) |
|                                      | Hans Schlange-Schöningen | Hans Schlange- Schöningen (1886–1960)       | Rijksminister zonder portefeuille     | 5 november 1931 | 1 juni 1932  | CNBL       |